# Hugo Hoyama
Hugo Hoyama (São Bernardo do Campo, 9 de mayo de 1969) es un jugador de tenis de mesa brasileño. Uno de los más grandes jugadores de tenis de mesa en la historia de Brasil, tiene un récord de 15 medallas en los Juegos Panamericanos, siendo uno de los mayores medallistas de Brasil en los Juegos Panamericanos de todos los tiempos. Participó en seis Juegos Olímpicos entre 1992 y 2012, y en siete Juegos Panamericanos.
En los Juegos Olímpicos de Atlanta 1996, al llegar a los octavos de final y terminar en el noveno lugar de la competencia, venciendo al campeón mundial Jorgen Persson de Suecia en el camino, Hoyama obtuvo el mejor resultado en la historia de Brasil en tenis de mesa en los Juegos Olímpicos. Solo fue superado en 2020 por Hugo Calderano, que alcanzó los cuartos de final.
En 2007, Carlos Nuzman del Comité Olímpico Brasileño invitó a Hoyama a ser el abanderado de Brasil en los Juegos Panamericanos de 2011 en Guadalajara.
En la cultura popular, Hoyama se menciona brevemente en el octavo episodio de la cuarta temporada de la serie de televisión The Office. El tenis de mesa juega un papel importante en la trama y Dwight Schrute dice que incluso tiene un póster de tamaño natural de Hugo Hoyama en su habitación.